# 江之島鎌倉觀光1000型電聯車
江之島鎌倉觀光1000型電聯車（日语：／ Enoshima Kamakura Kankō 1000-gata densha）是江之島鎌倉觀光（現江之島電鐵）的江之島電鐵線使用的電聯車。江之島電鐵的常務董事會在1978年9月18日的會議上決議先行引進1000型電聯車的2個編組，為該公司時隔48年再度引進的全新車輛；而首輛編組於1979年12月3日投入使用。之後江之島電鐵在1987年陸續引進安裝空調系統和變更傳動系統裝置的第2次至第5次改良車，共計引進6個編組12輛車輛。而本型車在1980年獲得鐵道友之會的藍絲帶獎。
本型車除改善駕駛室後方及車廂側面窗戶的視野外，也採用電氣指令式制動，以提升列車煞車時的反應速度。駕駛室內配備可用單手控制速度及煞車的中央駕駛台，並預留安裝列車自動停車系統的空間。2004年，江之島電鐵為紀念1000型電聯車投入使用的25周年，因此將其塗裝改成與江之島電鐵20型電聯車相同的配色。